# Новопазарский санджак (регион)
Санджак или Новопазарский санджак (серб. Санџак, Новопазарски санџак ; босн. Sandžak, Novopazarski sandžak ; тур. Yeni Pazar sancağı; алб. Sanxhaku i Pazarit të Ri) — исторический регион на границе Сербии (юго-запад) и Черногории (северо-восток). Своё название регион получил от  административной единицы во время турецкого владычества (до 1912 года).

## История

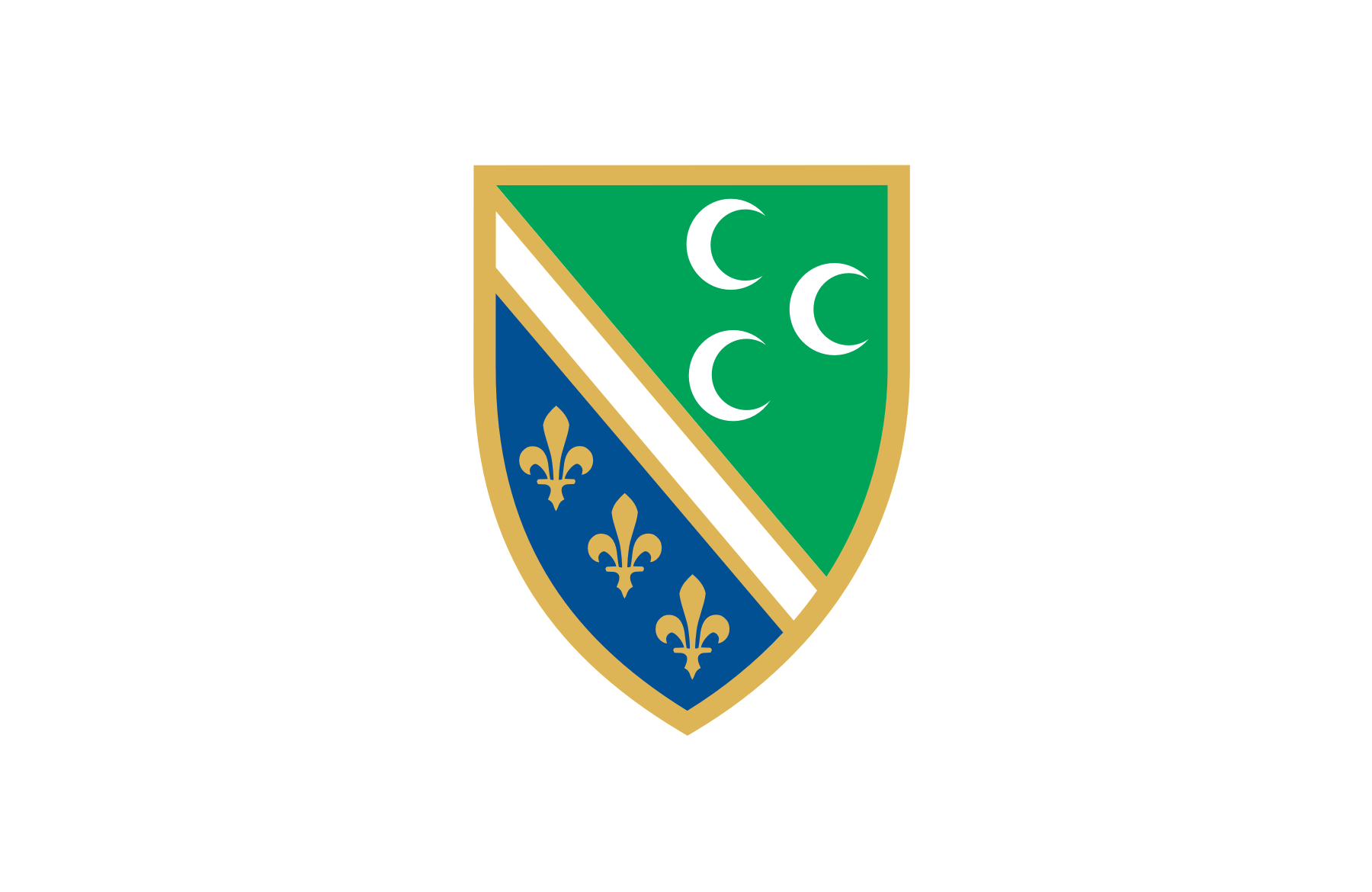
Oфициальный флаг боснийцев Санджака

Oфициальный герб боснийцев Санджака

В Средние века регион был центром сербского государства Рашка, его столица Рас находилась недалеко от современного города Нови-Пазар, поэтому сербская часть Санджака известна также как область Рашка. 
В эпоху османского владычества (с XIV века) Новопазарский санджак являлся административной единицей Османской империи с центром в городе Нови-Пазар. Между 1878 и 1908 годами территория была под контролем Австро-Венгрии, в 1908—1913 вновь под контролем Османской империи.
По итогам Первой балканской войны в 1913 году Санджак был поделён между Сербией и Черногорией, в 1945 году установлены современные границы.

## Административное деление
Площадь области — 8403 км².
В настоящее время территория Санджака поделена между Сербией (западные районы областей Рашка и Златибор) и Черногорией.
- В состав сербской части Санджака входят общины: Рашский округ — Нови-Пазар, Тутин; Златиборский округ — Сеница, Приеполе, Нова-Варош, Прибой.
- В черногорскую часть Санджака входят общины Плевля, Биело-Поле, Беране, Андриевица, Рожае, Плав.

## Население

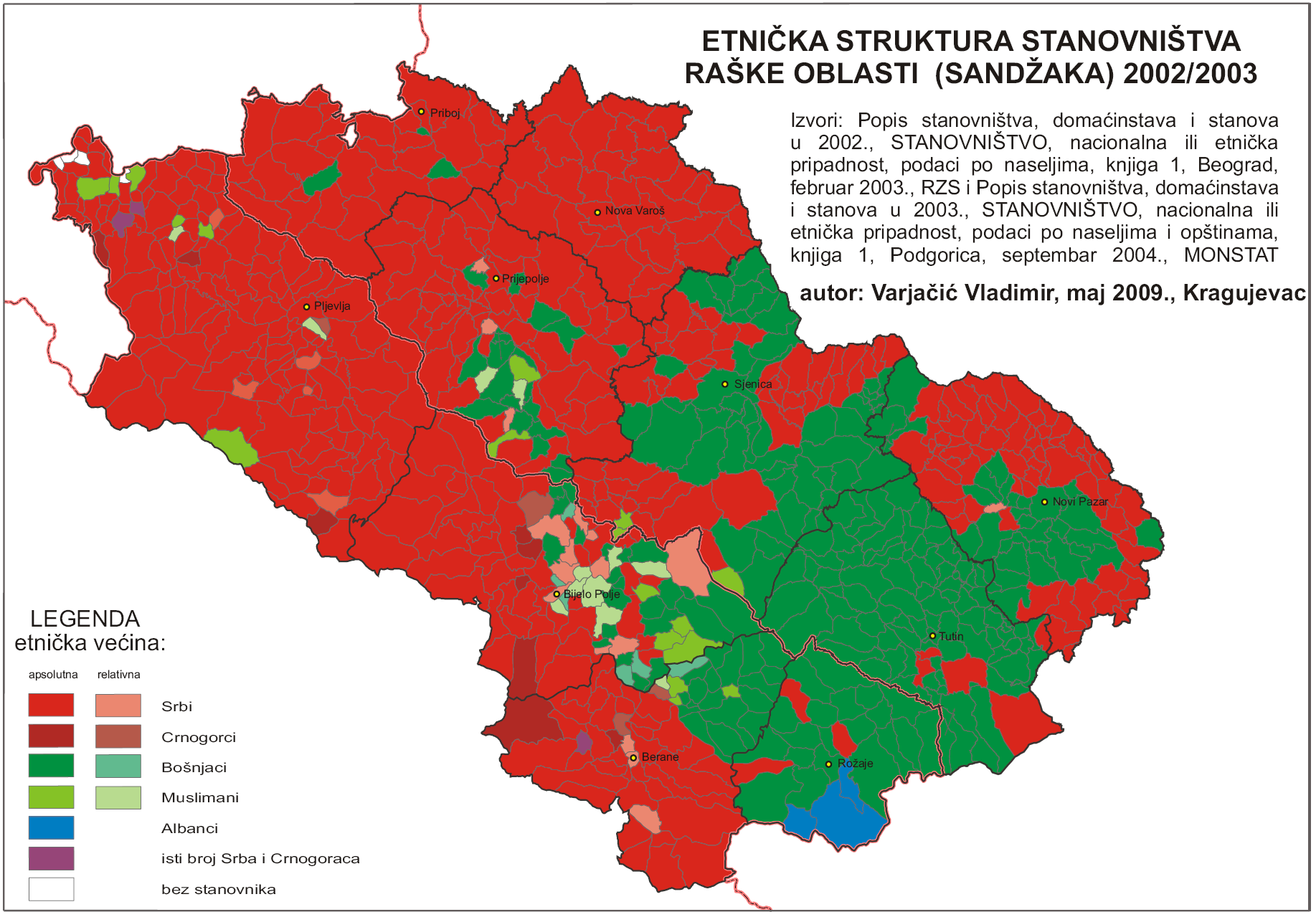
Этническая карта Санджака

В 2002 году на территории проживало 420 тыс. жителей.
52 % населения региона (228 000) — славяне-мусульмане, 45 % (198 000) — сербы и черногорцы. Небольшую долю населения составляют албанцы, цыгане и другие народы.
- Славяне-мусульмане — 220 065 (52,36 %)
  - в т. ч. боснийцы — 193 026 (45,93 %)
- Сербы — 152 825 (36,36 %)
- Черногорцы — 28 438 (6,77 %)

Крупнейшие города региона — Нови-Пазар (55 тыс. жителей), Плевля (23,8 тыс.), Прибой (19,6 тыс.).